# Alkino (Baszkortostan)
Alkino (ros. Алькино; baszk. Әлкә, Älkä) – wieś (sieło) w Rosji, w rejonie saławatskim Baszkortostanu. W 2010 liczyła 488 mieszkańców.